# 1956
Évszázadok: 19. század – 20. század – 21. század
Évtizedek: 1900-as évek – 1910-es évek – 1920-as évek – 1930-as évek – 1940-es évek – 1950-es évek – 1960-as évek – 1970-es évek – 1980-as évek – 1990-es évek – 2000-es évek
Évek: 1951 – 1952 – 1953 – 1954 –  1955 – 1956 – 1957 – 1958 – 1959 – 1960 – 1961

## Események

### Határozott dátumú események

#### Világszerte
- február 14–25. – A Szovjetunió Kommunista Pártja (SZKP) XX. kongresszusa. (A magyar küldöttséget Rákosi Mátyás vezeti.)[1]
- február 15. – Urho Kekkonent választják Finnország elnökének.
- február 23. – Nyikita Hruscsov Sztálin tiszteletét „személyi kultusznak” bélyegzi.
- március 2. – Franciaország elismeri Marokkó függetlenségét.[2]
- március 20.
  - Tunézia elnyeri függetlenségét Franciaországtól.
  - Edward Ochabot választják a Lengyel Egyesült Munkáspárt (PZPR) élére, a március 12-én elhunyt Bolesław Bierut helyére. (A párt vezetésében pozitív változások történnek, amnesztiát adnak a politikai foglyoknak.)[3]
- március 23. – Pakisztán az első iszlám köztársaság.
- március 26. – 10 szocialista ország, közöttük Magyarország megalapítja a Dubnai Egyesített Atomkutató Intézetet.
- március 29–30. – A Csehszlovákia Kommunista Pártja (CSKP) KB tanácskozása reagál az SZKP XX. kongresszusának eredményeire. A Novotný-féle pártvezetés szembefordul a desztalinizációt követelő erőkkel és a hruscsovi irányvonal ellenzékeként lép fel.[4]
- április 18. – Feloszlik a Kominform.
- április 19. – Grace Kelly színésznő feleségül megy III. Rainier monacói herceghez.
- április 19–20. – A CSKP KB ismét az SZKP XX. kongresszusának határozatairól tanácskozik. A párt vezetői kitartanak sztálinista irányvonaluk mellett, és megtorló intézkedéseket foganatosítanak a megújulást követők ellen, illetve szabotálják a perek felülvizsgálatát.[4]
- április 22–29. – A csehszlovák Írók Szövetsége II. kongresszusán számos résztvevő bírálja a CSKP politikai gyakorlatát és az ideológia uralmát.[4]
- május 9. – A Manaszlu (tszf. 8163 m) hegycsúcs első megmászása.
- május 16. – Gamal Abden-Nasszer egyiptomi elnök államosítja a főleg angolok és franciák által használt Szuezi-csatornát.
- május 18. – A Lhoce (tszf. 8516 m) hegycsúcs első megmászása.
- május 24. – Hét ország részvételével megrendezik az első Eurovíziós Dalfesztivált a svájci Luganóban.
- június 1–23. – Josip Broz Tito szovjetunióbeli látogatásán rendezik a pártközi kapcsolatokat is.[5]
- június 16. – Felavatják a Péti Nitrogénműveket.[6]
- június 18. – Horthy Miklós utolsó, 88. születésnapját ünnepli a magyar kolónia tagjaival Estorilban.[7]
- június 22–23. – A KGST moszkvai csúcsértekezlete, melyen a magyar delegációt Rákosi Mátyás vezeti.[1]
- június 28. – A lengyelországi Poznańban közel ötvenezer munkás vonul az utcára, kenyeret és szabad választásokat követelve. (A biztonsági erők fegyverrel verik szét a tüntetést.)[3]
- június 29. – Marilyn Monroe feleségül megy Arthur Miller drámaíróhoz.
- július 8. – A Gasherbrum II (tszf. 8035 m) hegycsúcs első megmászása
- július 10. – A brit Lordok Háza meghiúsítja a halálbüntetés eltörlését.
- július 18–19. – Tito, Nehru és Nasszer brioni találkozója a tömbön kívüliségről.[5]
- július 25. – Nantucket szigete mellett összeütközik az olasz Andrea Doria és a kelet-német Stockholm utasszállító hajó. (Az Andrea Doria elsüllyed, 51 utas életét veszti.)
- július 26. – Gamal Abden-Nasszer egyiptomi elnök nevezetes alexandriai beszéde, melyben bejelenti a Szuezi-csatorna államosítását, azzal érvelve, hogy ebből finanszírozzák az Asszuánnál tervezett gát költségeit.[8]
- július 31. – A csehszlovák nemzetgyűlés alkotmánytörvényt fogad el a legfőbb szlovákiai hatalmi szervekről (Szlovák Nemzeti Tanács, Megbízottak Testülete). (A törvény biztosítja a központi kormány fennhatóságát.)[4]
- augusztus 16. – Nagy-Britannia a szuezi válság megoldására nemzetközi értekezletet hív össze Londonba azon országok részvételével, amelyek a legtöbbet használták a csatornát.[8]
- augusztus 23. – A Londonba összehívott értekezlet résztvevői – elfogadott deklarációjukban – javasolják, hogy állítsanak fel nemzetközi hatóságot a csatorna igazgatására. (Az ausztrál miniszterelnököt, Robert Menziest bízták meg, hogy a tervezetet nyújtsa át az egyiptomi elnöknek, Nasszernek.)[8]
- szeptember 1. – Kassán – a hatóságokkal vívott többéves harc eredményeként – 11 osztályos magyar iskola nyílik.[4]
- szeptember 3. – Robert Menzies ausztrál kormányfő Kairóban átadja a londoni értekezlet tervezetét, azonban az egyiptomi elnök – az előzetes várakozásnak megfelelően –kategorikusan elutasította a javasolt nemzetközi hatóságot.[8]
- szeptember 4. – Az Egyesült Államok a londoni konferencián javasolt megoldás helyett a Csatornahasználók Klubjának megalakítását indítványozza. (Az amerikai külügyminiszter, John Foster Dulles korábban jelezte, hogy az ENSZ Biztonsági Tanácsában nem fogja támogatni a briteket és a franciákat.)[8]
- szeptember 19–27. – Hruscsov Jugoszláviában tölti szabadságát, majd Tito utazik a Krímbe. (Tito látogatása Hruscsovnál szeptember 27. és október 5. között volt.)[5]
- szeptember 23. – A szuezi válsággal kapcsolatosan a britek és a franciák – amerikai támogatás hiányában is elérkezettnek látták az időt és – a Biztonsági Tanácshoz fordulnak, de a Szovjetunió képviselője azonnal megvétózza az Egyiptomot elmarasztaló javaslatukat. (Washington látványosan elhatárolta magát szövetségeseitől.)[8]
- október 1.
  - Karl Dönitz-et, a német haditengerészet egykori főparancsnokát – 10 éves spandaui börtönbüntetését letöltve – szabadon bocsátják.[9]
  - Csehszlovákiában bevezetik a 46 órás munkahetet.[4]
- október 6. – Rajk László és társai újratemetése Budapesten.[10]
- október 7. – Rómában boldoggá avatják XI. Incét. (Ince 1676 és 1689 között töltötte be az egyházfői tisztet.)[11]
- október 13. – A toryk szokásos évi konferenciáján Anthony Eden miniszterelnök már a nyilvánosság előtt is utal arra, hogy a szuezi válság megoldásában nem zárható ki a fegyveres beavatkozás lehetősége.[8]
- október 15–22. – Magyar pártdelegáció tárgyal Belgrádban Gerő Ernő vezetésével.[5]
- október 16. – Eden és külügyminisztere, Selwyn Lloyd Párizsba utazik, hogy összehangolják az Izrael szerepével kapcsolatos elképzeléseket.[8]
- október 19. – Moszkvában elrendelik a harckészültséget a Magyarországon állomásozó szovjet különleges hadtestnél és a Baltikumi Katonai Körzetbe tartozó katonai erőknél (többek között a magyar forradalom leverésében később részt vevő 7. légideszant–gárdahadosztálynál is).
- október 19–21. – Összeül a PZPR Központi Bizottságának (KB) VIII. plénuma, melyen kijelentik, hogy a párt továbbra is a marxizmus-leninizmus eszmei platformján áll, továbbá hogy fejleszteni kell a demokráciát, s emelni az életszínvonalat. (A plénum szakít a nacionalista elhajlás koncepciójával.)[3]
- október 20. – A Magyar Néphadseregben bevezetik a szigorított hadműveleti szolgálatot; azonban ezt másnap visszavonják.
- október 21. – Władysław Gomułkát választják a PZPR KB első titkárává.[12]
- október 23.–november 4. – Az 1956-os forradalom Magyarországon. (lásd alább!)
- október 24. – A magyar forradalom kitörése után Lengyelországban számos reformot hoznak („októberi tavasz”). (A legtöbb kolhozt megszüntetik, biztosítják a sajtószabadságot, feloszlatják az ifjúkommunista szervezeteket.)[3]
- október 27.
  - Az Észak-atlanti Tanács zártkörű megbeszélést tart a magyarországi eseményekről, amelyről nem is készül hivatalos NATO-jegyzőkönyv.[13]
  - Csehszlovákiában a Nemzeti Front elnöksége a magyarországi „ellenforradalomról” tárgyal.[4]
- október 28.
  - XII. Piusz pápa kiadja a Luctuosissimi eventus kezdetű enciklikáját a magyar nép békéjéért és szabadságáért folyó nyilvános imákról.
  - Stefan Wyszyński bíboros visszatér Varsóba száműzetési helyéről, és újra elfoglalja érseki székét.[3]
- október 29.
  - Konsztantyin Rokosszovszkij szovjet marsall lemond a lengyel honvédelmi miniszterségről. (Utóda a lengyel kormányban Marian Śpychałski.)[3]
  - Izrael megtámadja Egyiptomot. (Az izraeli csapatok gyors előrenyomulást eredményező támadásba kezdenek.)[8]
  - Az izraeli támadás hírére az Egyesült Államok – a hidegháború globális nézőpontjából szemlélve – a Biztonsági Tanács összehívását sürgeti.[8]
- október 30. – Az izraeli támadásra válaszul megérkezik a brit–francia ultimátum, amely mind az izraeli, mind pedig az egyiptomi felet felszólítja, hogy a Szuezi-csatornától számított 10 mérföldre vonja vissza egységeit.[8]
- október 31. – Mivel az egyiptomi vezetés nem fogadta el a csapatok visszavonására felszólító jegyzéket, a britek megkezdik az egyiptomi repülőterek bombázását, közben Máltáról elindul az inváziós flotta.[8]
- november 1. A magyar kormány kinyilvánítja, hogy az ország kilép a Varsói Szerződésből.[10]
- november 2.
  - Tito és Hruscsov tárgyalásai az isztriai partoknál lévő Brioni-szigeten a magyar helyzetről.
  - New Yorkban összeül az ENSZ Közgyűlése, melyen Dulles amerikai külügyminiszter azonnali tűzszünetet és a hadműveletek leállítását sürgető indítványát 64 ország megszavazza, s csak Ausztrália, Új-Zéland, valamint Nagy-Britannia, Franciaország és Izrael szavaz ellene.[8]
- november 3. – Antonín Zápotocký csehszlovák köztársasági elnök rádióbeszédben figyelmeztet a magyar „ellenforradalom” és az Egyiptom elleni izraeli agresszió veszélyeire.[4]
- november 4.
  - Az ENSZ Közgyűlése ismét tűzszünetet követel, a brit vezetés mégis zöld utat ad a tervezett partraszállási hadműveletnek, amelyre összesen 22 ezer katona, köztük 13 ezer brit részvételével került sor.[8]
  - A szovjet csapatok bevonulnak Budapestre, Nagy Imre a jugoszláv követségre menekül, Kádár János Szolnokon megalakítja a Magyar Forradalmi Munkás-Paraszt Kormányt.[10]
- november 5.
  - A francia kezdeményezésre Nagy-Britannia, Franciaország és Izrael megtámadja Egyiptomot a Szuezi-csatorna államosítása nyomán kialakult válság miatt. (Kezdetét veszi a brit ejtőernyősök hadművelete Port Szaídtól délre, másnap pedig a brit és a francia flottára támaszkodó partraszállás.)[8]
  - A Szovjetunió atomtámadással fenyegeti meg Nagy-Britanniát, ha nem állítja le haladéktalanul a Szuezi-csatorna visszaszerzésére indított egyiptomi intervencióját.[8]
- november 6. – Délután 5 órakor az Egyiptomban állomásozó intervenciós csapatok főparancsnoka, Sir Charles Keightley tábornok utasítást kap Londonból, hogy éjféltől szüntessen be minden harci tevékenységet.[8]
- november 11. – Tito pulai beszédében kritizálja a szovjetek magyarországi beavatkozását. (Elítéli Nagy-Britannia, Franciaország és Izrael szerepét a közel-keleti válságban.)[5]
- november 18. – A Szovjetunió és a Lengyel Népköztársaság kormánya együttműködési nyilatkozatot ír alá Moszkvában.[3]
- november 19. – Milovan Đilas írót rendszerellenes cselekedet vádjával a jugoszláv hatóságok ismét letartóztatják, majd 3 évi börtönre ítélik.[5]
- november 22–25. – Gheorghe Gheorghiu-Dej, a Román Munkáspárt első titkára és Chivu Stoica kormányfő Budapesten tárgyal, ahol egy 60 millió rubel értékű áruhitelt ajánl fel a magyar kormánynak.
- november 24. – Jugoszlávia tiltakozik a szovjet és a magyar kormánynál amiatt, hogy Nagy Imrét elcsalták Jugoszlávia budapesti nagykövetségétől.[5]
- december 2. – Fidel Castro és követői partra szállnak Kubában.[14]
- december 6. – A „melbourne-i vérfürdő”.
- december 13. – Az Észak-atlanti Tanács jóváhagyja a Hármas Bizottság javaslatát a NATO-n belüli nem-katonai együttműködésről.
- december 17. – A Szovjetunió és Lengyelország megköti az ideiglenesen Lengyelországban állomásozó szovjet csapatok jogi helyzetéről szóló egyezményt, melynek értelmében a szovjet csapatokat a lengyel törvényeknek vetik alá.[3]

#### Magyarországon

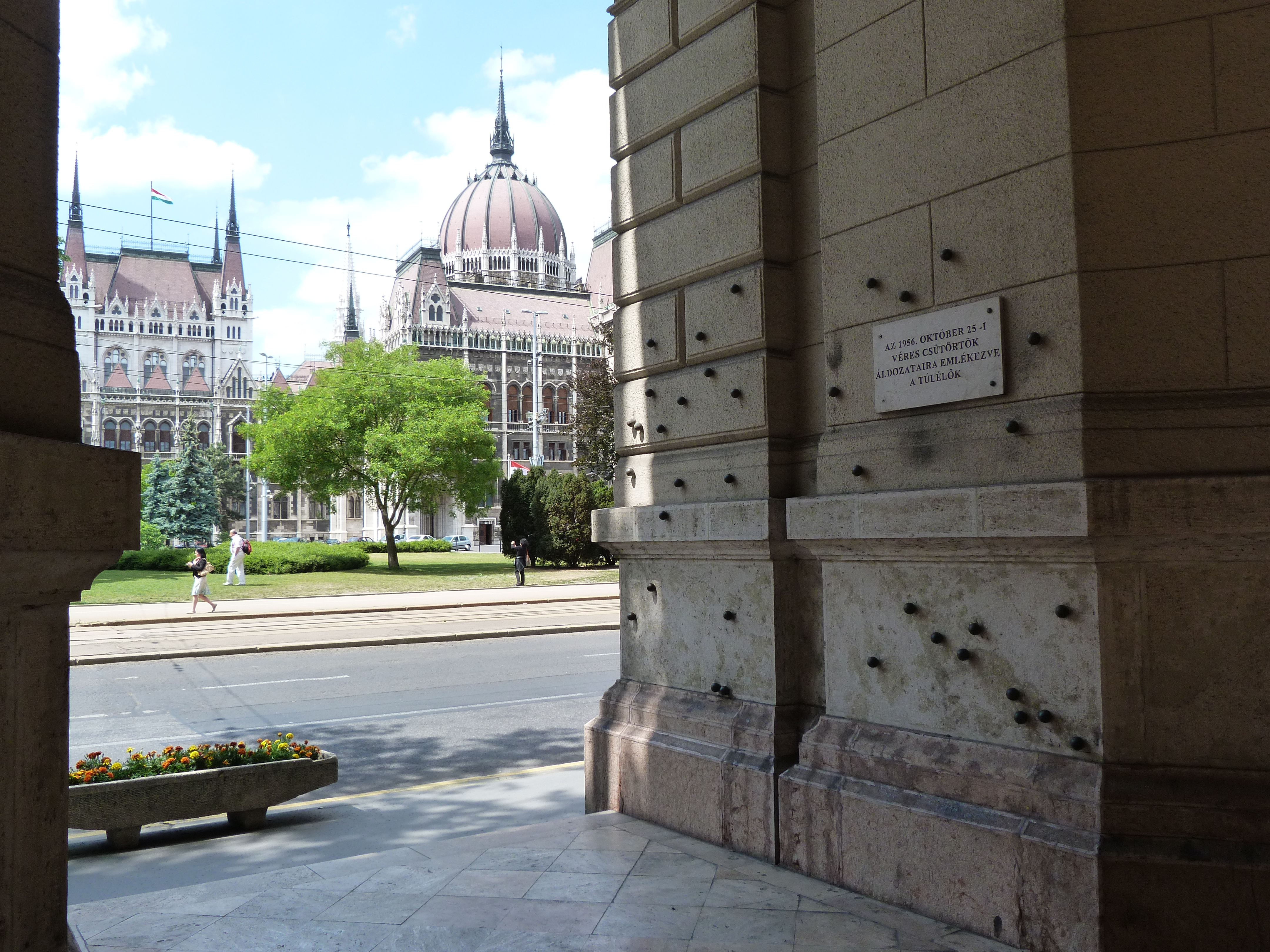
A Véres csütörtök nyoma a Kossuth téren (2012)

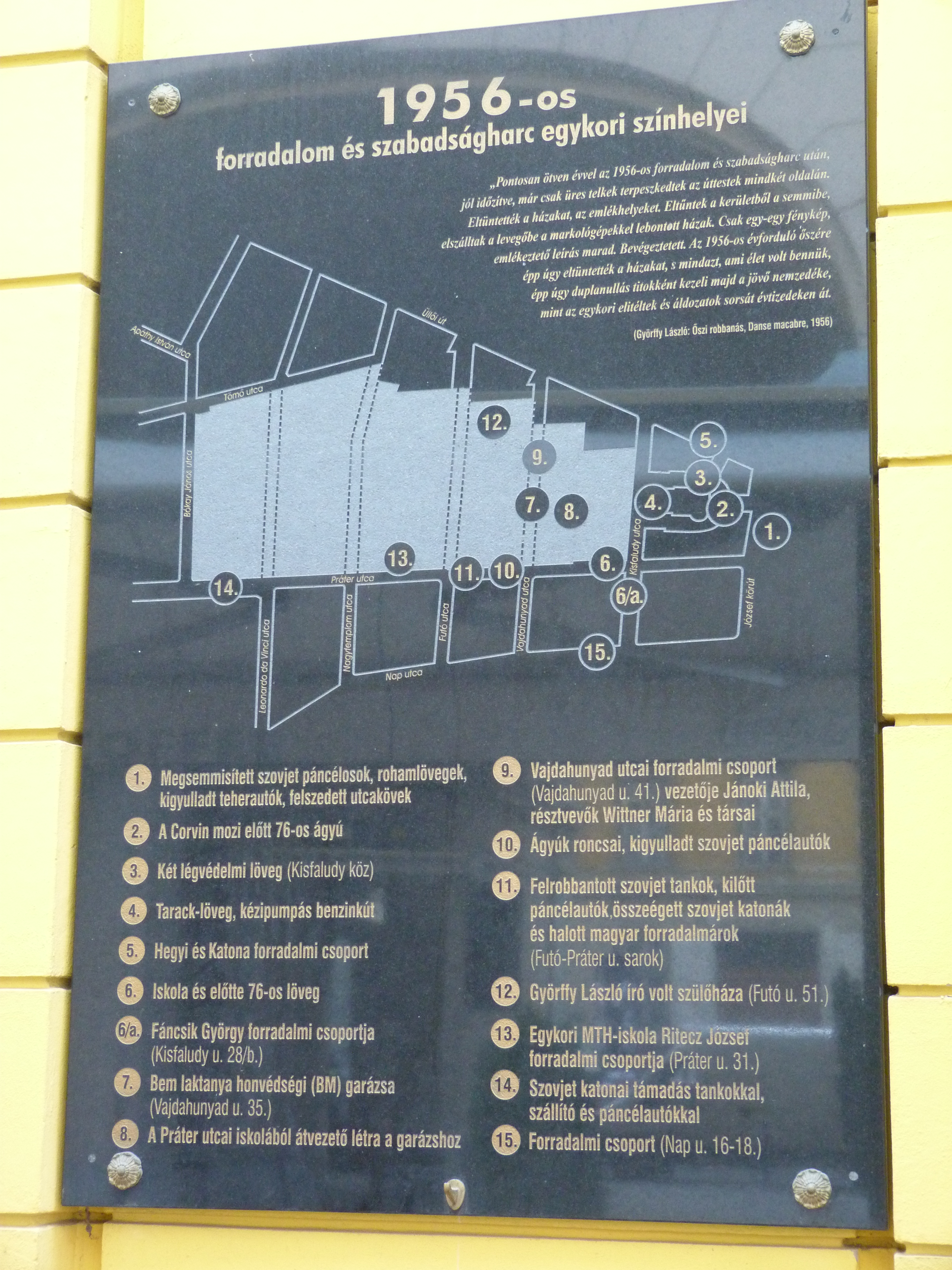
Az 1956-os szabadságharc egykori helyszínei

Az új nemzeti kormány megalakulását hirdető röplap

- január 12. – Földrengés Dunaharasztin.[15]
- március 12–13. – A Magyar Dolgozók Pártja (MDP) Központi Vezetőségének ülésén, bár sokan bírálják Rákosi Mátyás beszámolóját a XX. kongresszusról, a határozat mégis az első titkár nézeteit tükrözi.[1]
- március 27. – Rákosi Egerben, a megyei pártaktíván bejelenti, hogy Rajk László és társai koncepciós per áldozatai lettek.[1]
- május 18. – Rákosi utolsó nyilvános fellépése a budapesti pártaktívaülésen, ahol önkritikát gyakorol. (Nyilatkozatában hangsúlyozza, miszerint a hiba az volt, hogy az ÁVH feletti ellenőrzési rendszert nem dolgozták ki.)[1]
- június 27. – A Petőfi Kör sajtóvitája[6] a Tiszti Házban.
- június 30. – Az MDP Központi Vezetősége (KV) – Rákosi beszámolója alapján – elítéli a Petőfi Kör pártellenes megnyilvánulásait.[1]
- július 14. – Megnyitják a Keleti-főcsatornát.[16]
- július 18. – Az MDP KV – a Budapestre érkezett Anasztasz Mikoján „iránymutatása” alapján – Rákosi Mátyást felmenti első titkári tiszte és politikai bizottsági tagsága alól,[1] utódja Gerő Ernő lesz.[6]
- július 26. – Rákosi Mátyás elhagyja Magyarországot. (Feleségével és orvosával – kormánygépen – Moszkvába repül.)[1]
- október 12. – A Legfőbb Ügyészség utasítására letartóztatják Farkas Mihály, volt honvédelmi minisztert.[17]
- október 19. – Az Országgyűlés Honvédelmi Bizottsága döntést hoz a katonai műszaki kisegítő szolgálat megszüntetéséről.
- október 23. – Tüntetés, a forradalom kezdete.
- október 24.
  - Megjelennek az első szovjet harckocsik Budapesten.[18]
  - Megalakul a Nagy Imre vezette koalíciós kormány.[19]
- október 25. – A forradalmi események hatására Gerő Ernő helyett Kádár Jánost választják az MDP első titkárává.[20]
- október 26  –  A mosonmagyaróvári sortűz[21]
- október 27.
  - A Nagy Imre vezette kormány átalakul. (A minisztertanács elnöke megnevezés miniszterelnökre változik.)[22]
  - A kiskunmajsai lincselés.
  - A kalocsai sortűz.
- október 29.
  - A legkompromittálódottabb kommunista vezetők Moszkvába menekülnek.
  - A szabadszállási sortűz.
- október 30. – 
  - A budapesti pártbizottság Köztársaság téri épületének ostroma.[23]
  - Nagy Imre bejelenti az egypártrendszer megszüntetését.[23]
  - Mindszenty József hercegprímás kiszabadul a börtönből.[24]
- október 31.
  - Kádár János bejelenti az MDP megszüntetését és a Magyar Szocialista Munkáspárt (MSZMP) megalakulását.[20]
  - Éjszaka újabb szovjet csapatok lépik át a magyar határt.
- november 1. – 
  - A magyar kormány kinyilvánítja semlegességét és a Varsói Szerződésből való kilépését.[23]
  - Kádár megszakítja az együttműködést Nagy Imre miniszterelnökkel, és a szovjet nagykövetségre megy. (Innen szovjet közreműködéssel Moszkvába távozott.)[20]
- november 2. – A „Szabad Nép” utódaként először jelenik meg a „Népszabadság”, mint az MSZMP politikai napilapja. (Utolsó száma 2016 októberében jelent meg.)[25]
- november 3. – A szovjet KGB főnöke, Ivan Szerov letartóztatja Tökölön Maléter Pált és a tárgyalni érkezett magyar küldöttséget.[26]
- november 4.
  - Megindul a szovjet csapatok támadása Budapest és az ország számos nagyvárosa ellen.[27]
  - Megalakul a Kádár-kormány.[28]
- november 7. – A Kádár János vezette forradalmi munkás-paraszt kormány leteszi az esküt az országházban.[29]
- november 11.
  - Kádár János bejelenti, hogy az MSZMP Ideiglenes Intéző Bizottsága határozatot hozott az ÁVH végleges megszüntetésére.[30]
  - Münnich Ferenc, a fegyveres erők minisztere nyilatkozatot tesz közzé a fegyveres erők és testületek újjászervezéséről.
- november 15. – Csehszlovák kormányküldöttség utazik Magyarországra. (A Kádár-kormánnyal folytatott tárgyalásokon segítséget ígérnek az MSZMP hatalmának megszilárdításában.)[4]
- november 18. – Fél órán keresztül hatalmas magyar zászló lobog a New York-i Szabadság szobron.
- november 21. – A magyar kormány megakadályozza az Országos Munkástanács megalakulását.[31]
- november 22. –  A romániai Snagovba viszik Nagy Imrét és társait.[31]
- november 23. – A magyar kormány közleményben tudatja, hogy Nagy Imre és társai elhagyták a jugoszláv követséget, és saját kérésükre Romániába távoztak.
- december 5. – Kiadott hadsereg-parancsnoki parancs Budapestet három karhatalmi körzetre osztja, melyek bázisán egy-egy karhatalmi ezredet szerveznek.[20]
- december 11. – Bevezetik a rögtönbíráskodást.[23]
- december 13–14. – Elrendelik a gyülekezési tilalmat.[23]
- december 16. – 
  - Kivégzik az első felkelőt (fegyverrejtegetés miatt).[23]
  - Uszta Gyula vezérőrnagy, a honvédelmi miniszter első helyettese elrendeli a Petőfi Sándor Katonai Politikai Akadémia beolvasztását a Zrínyi Miklós Katonai Akadémiába.
- december 18. – A Magyar Írószövetség taggyűlése nagy többséggel elfogadja nyilatkozatot, mely szerint az eseményeket a magyar történelem „legnagyobb, legtisztább és legegységesebb forradalmának” tekinti.[23]

### Határozatlan dátumú események
- július – Parlamenti választások Ghánában, ahol a Kwame Nkrumah vezette Népi Konvenció Párt (CCP) megerősíti pozícióját. (A 104 mandátumból 72-t nyertek el.)[32]
- október – Izrael Franciaországgal és Nagy-Britanniával együtt lerohanja a Sínai-félszigetet, miután Egyiptom lezárja a Tiráni-szorost az izraeli hajók elől, és államosítja a Szuezi-csatornát. (Izrael – az USA és az ENSZ nyomására – visszavonul. Lásd: Szuezi válság.)[33]
- az év folyamán – 
  - Felix Wankel feltalálja a rotációs motort (Németország).
  - Az Szovjetunió Kommunista Pártja (SZKP) XX. kongresszusának hatására rehabilitálnak számos, a sztálini tisztogatás áldozatául esett jugoszláv kommunistát.[5]

## Az év témái

### 1956 az irodalomban
- Októberben Budapesten megjelenik a Nagyvilág című világirodalmi havi folyóirat
- Kodolányi János: Boldog békeidők (regény)
- Somlyó György – Talizmán (versek), Szépirodalmi
- Megjelenik Milan Rúfus szlovák költő Až dozrieme (Majd ha megérünk) című kötete.[34]
- Albert Camus regénye: A bukás
- január: Friedrich Dürrenmatt: Az öreg hölgy látogatása, ősbemutató Zürichben
- május: John Osborne: Nézz vissza haraggal, (magyarul 'Dühöngő ifjúság' címmel jelent meg) ősbemutató Londonban.

### Művészet, kultúra és divat
- december 1. – A Nemzetőr c. emigráns lap megalakulása.

### 1956 a sportban
- Juan Manuel Fangio Formula–1-es világbajnok a Ferrari volánja mögött
- november 22. – december 8. XVI. Nyári olimpiai játékok – Melbourne, Ausztrália 67 ország részvételével
  - és június 10. – június 17. Stockholm, Svédországban 29 ország részvételével a lovasversenyeket tartották meg.
- január 26. – február 5. – VII. Téli olimpiai játékok – Cortina d’Ampezzóban, Olaszország. 32 ország részvételével.
- Az 1956-os forradalom miatt félbeszakad a labdarúgó-bajnokság, és az 1957-es tavaszi bajnoksággal indul újra.

### 1956 a zenében
Mivel a forradalomban megsérült a Magyar Rádió épülete, így sokáig a rádióadások az Országházból mentek. Szünetzenének Beethoven: Egmont-nyitányát választották. Ezért vált ez a zene később a forradalom jelképévé.
- Ray Charles: Mary Ann
- Elvis Presley: Heartbreak Hotel, Hound Dog
- Frank Sinatra: Songs for Swingin’ Lovers!

## Születések

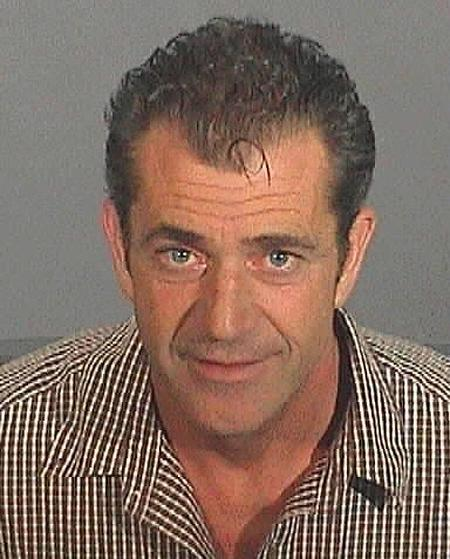
Mel Gibson

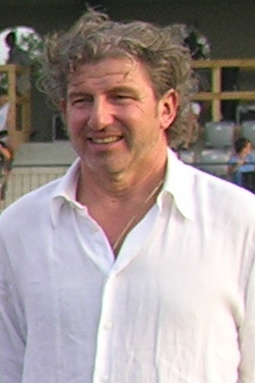
Esterházy Márton

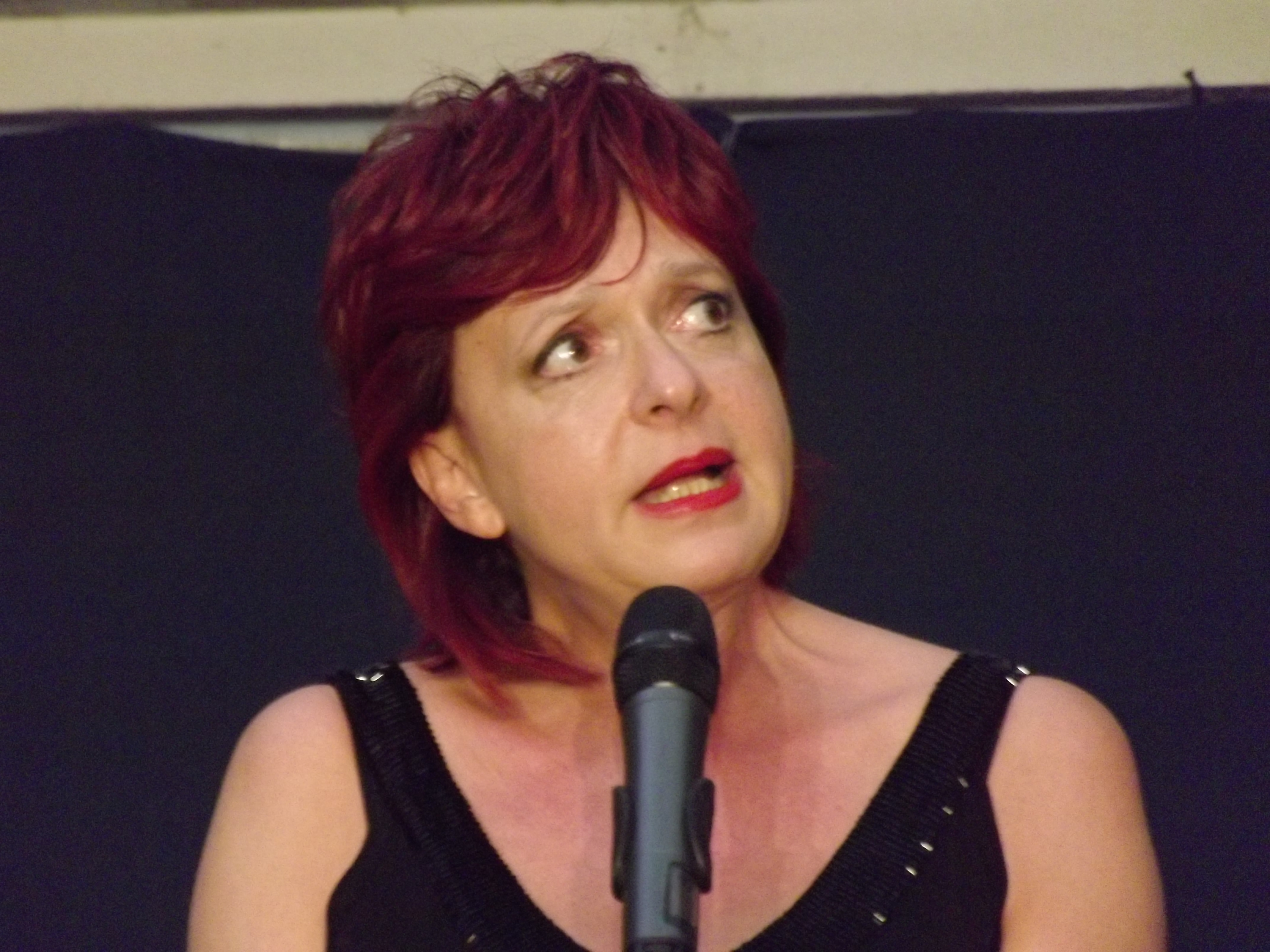
Hernádi Judit

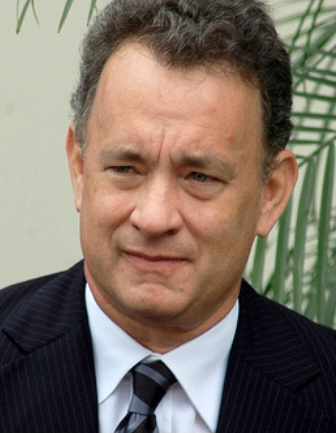
Tom Hanks

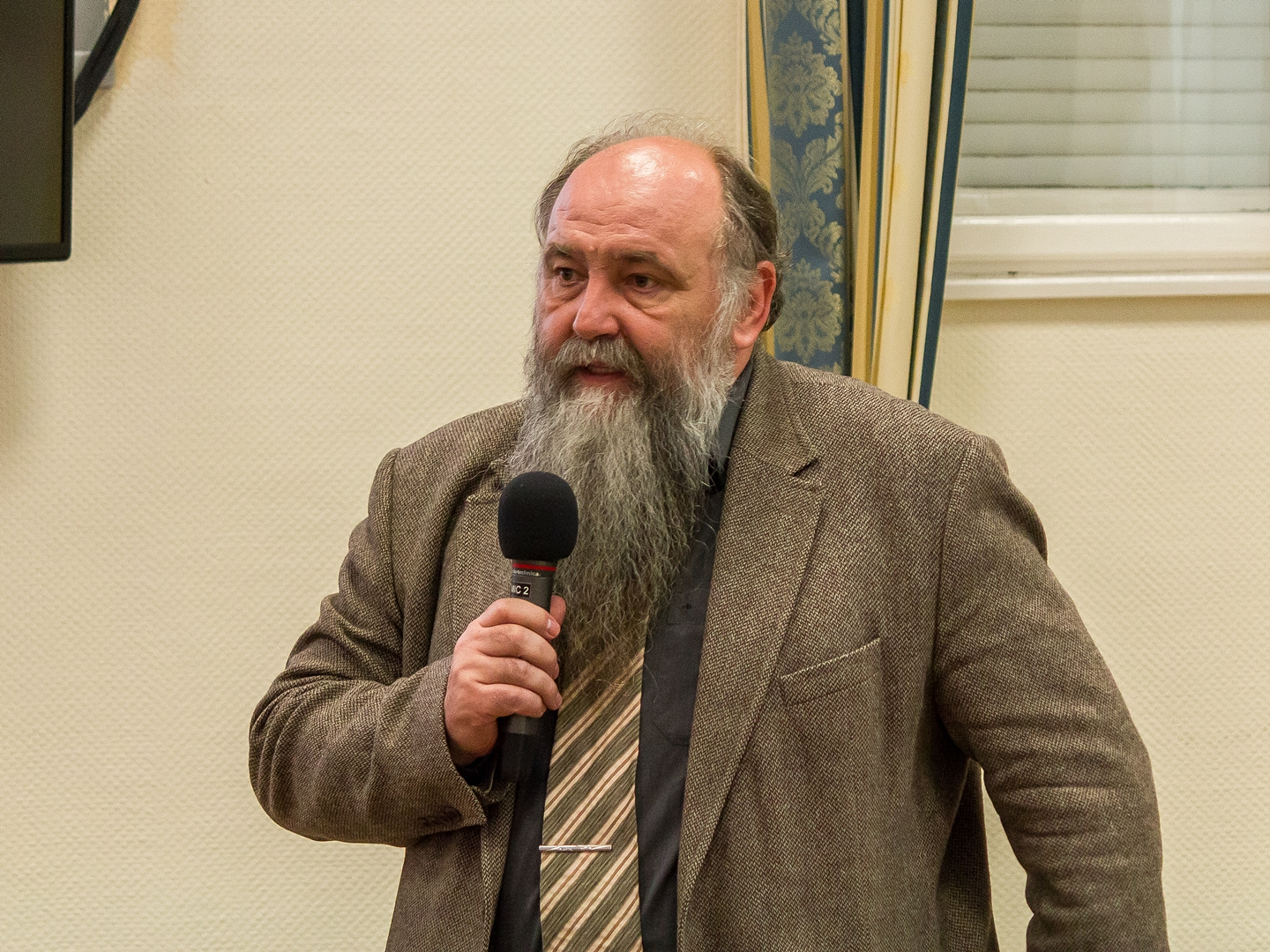
Monok István

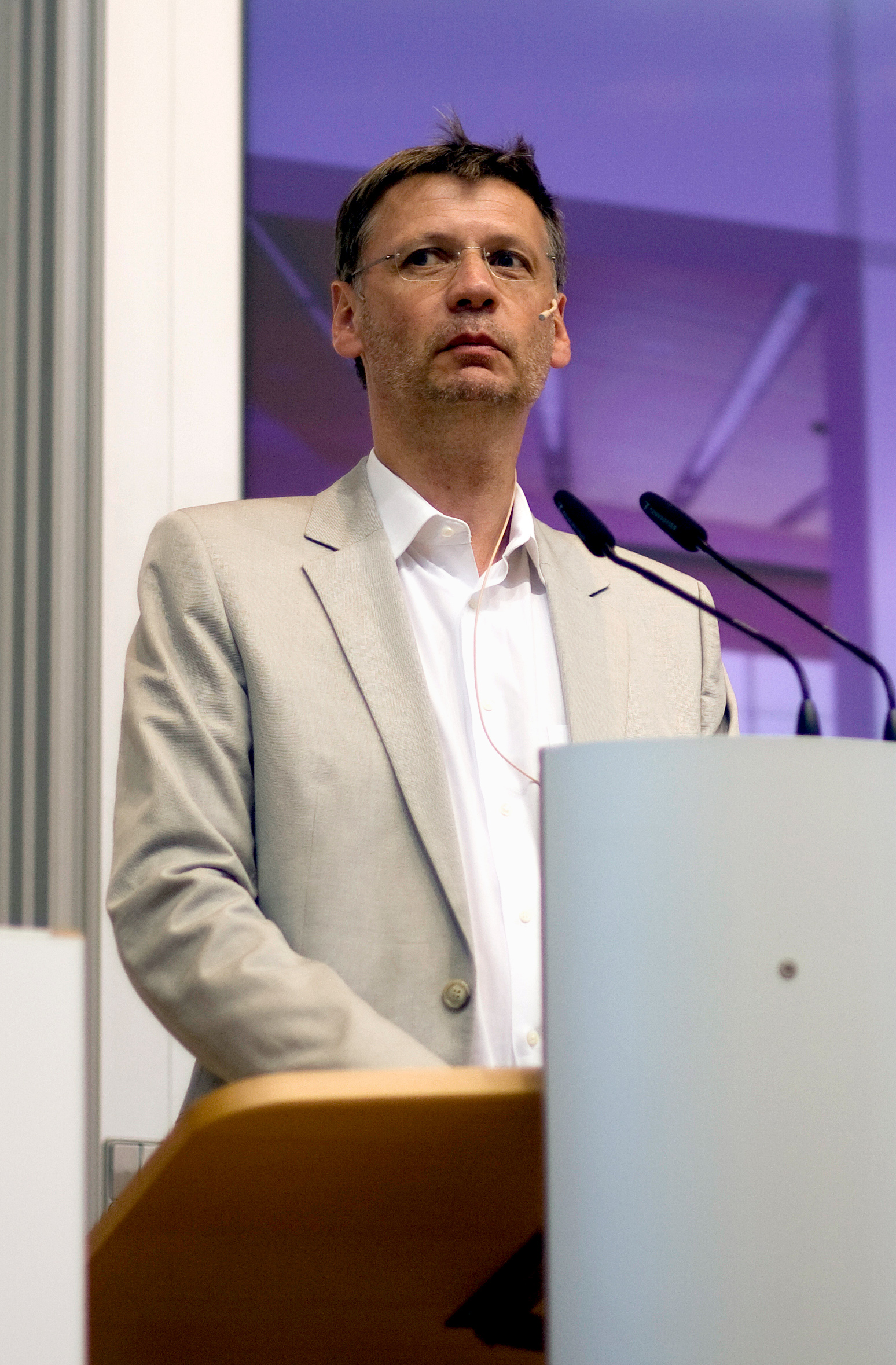
Günther Jauch

- január 3. – Mel Gibson, ausztrál színész, filmrendező
- január 10. – Keresztes Sándor magyar színművész
- január 12. – Nyikolaj Noszkov, orosz rockénekes
- január 27. – Pap Vera Kossuth-díjas magyar színművésznő († 2015)
- február 7. – Zinaida Greceanîi, a Moldovai Köztársaság miniszterelnöke 2008-tól
- február 29. – Aileen Wuornos amerikai sorozatgyilkos († 2002)
- március 9. – Nébald György, olimpiai bajnok kardvívó
- március 16. – Pető István László dandártábornok, a kecskeméti MH 59. Szentgyörgyi Dezső repülőbázis korábbi parancsnoka
- március 27. – Békés Pál magyar műfordító, drámaíró († 2010)
- március 20. – Vavyan Fable (Molnár Éva), magyar író
- március 24. – Sulyok Tamás magyar jogász, köztársasági elnök
- április 9. – Esterházy Márton magyar labdarúgó, Esterházy Mátyás fia
- április 11. – Hernádi Judit, színésznő
- április 18. – Radnainé Fogarasi Katalin jogász, a Nemzeti Örökség Intézetének főigazgatója († 2024)
- április 24. – Ambrus Mariann, evezős († 2007)
- április 30. – Lars von Trier, dán filmrendező
- május 4. – Igó Éva, magyar színésznő
- május 10. – Francis Kish, születési neve Kiss Francisc, amerikai vizuális képzőművész, filmes, producer, 3D animátor, fotós, költő
- május 13. – Szili Katalin, jogász, politikus, az Országgyűlés elnöke
- június 11. – Joe Montana egykori amerikaifutball-játékos
- június 14. – Gianna Nannini, olasz énekesnő
- június 23. – Kenéz György, olimpiai bajnok vízilabdázó
- június 25. – Németh György Amadé, magyar történész, a Debreceni Egyetem Bölcsészettudományi Kar Ókortörténeti Tanszékének vezetője, az Eötvös Loránd Tudományegyetem Bölcsészettudományi Kar Ókortörténeti Tanszékének professzora
- július 1. – Bence Lajos szlovéniai magyar költő, tanulmányíró, publicista, pedagógus, szerkesztő
- július 9. – Tom Hanks, amerikai színész
- július 10. – Monok István Széchenyi-díjas irodalom- és művelődéstörténész, könyvtáros, bibliográfus, egyetemi tanár, az Országos Széchényi Könyvtár főigazgatója, a Magyar Tudományos Akadémia Könyvtár és Információs Központ főigazgatója.
- július 13. – Günther Jauch, német újságíró, kvízmester. A Legyen Ön is milliomos! német változatának műsorvezetője
- augusztus 19. – Burány Sándor, politikus
- augusztus 22. – Orosz Zoltán vezérőrnagy, jelenleg a Magyar Honvédség Összhaderőnemi Parancsnokságának törzsfőnöke
- szeptember 3. – Görbe Nóra, filmszínésznő
- szeptember 9. – Szokolay Zoltán író, versmondó-, előadóművész († 2020)
- szeptember 14. – Tasnádi Péter politikus, Pécs polgármestere (2006–2009) († 2009)
- szeptember 17. – Almazbek Atambajev kirgiz államfő
- szeptember 23. – Paolo Rossi, világbajnok olasz labdarúgó († 2020)
- október 4. – Christoph Waltz kétszeres Oscar- és kétszeres Golden Globe-díjas osztrák színész
- október 21. – Carrie Fisher amerikai színésznő, forgatókönyvíró, író († 2016)
- október 27. – Szita Károly magyar politikus (Fidesz–KDNP), Kaposvár polgármestere (1994—)
- november 4. – Jonathan Palmer (Jonathan Charles Palmer) brit autóversenyző
- november 20. – Bo Derek amerikai színésznő
- november 27. – William Fichtner, amerikai színész
- december 4. – Varga Miklós, magyar énekes
- december 7. – Larry Bird, amerikai kosárlabdázó
- december 9. – Jean-Pierre Thiollet, francia újságíró, esszéista, szakíró
- december 19. – Jens Fink-Jensen, dán író, költő, fotóművész és zeneszerző
- december 26. – Ábrahám Edit, magyar színésznő
- december 28. – Nigel Kennedy, angol hegedűművész

## Halálozások

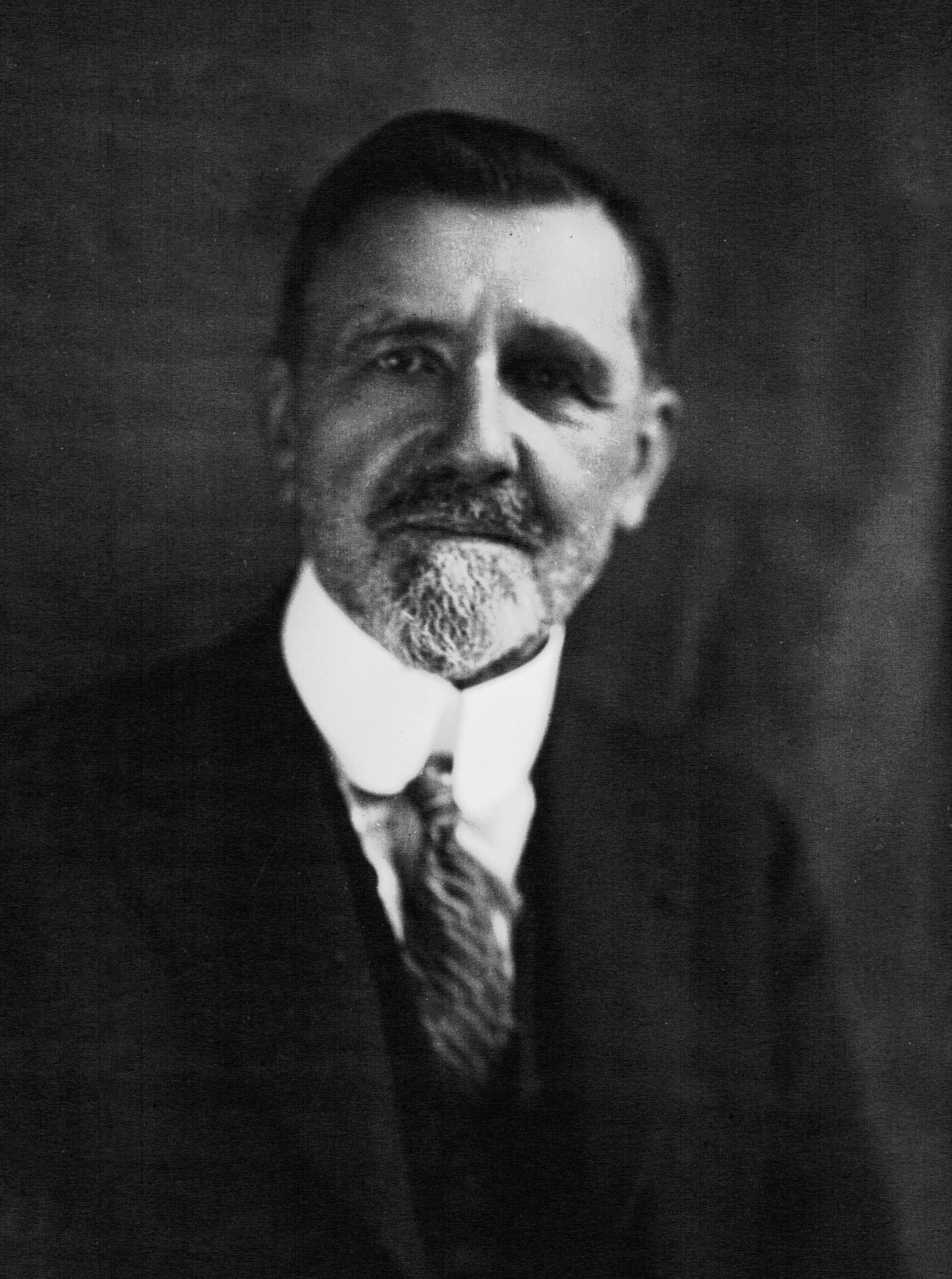
Emile Borel

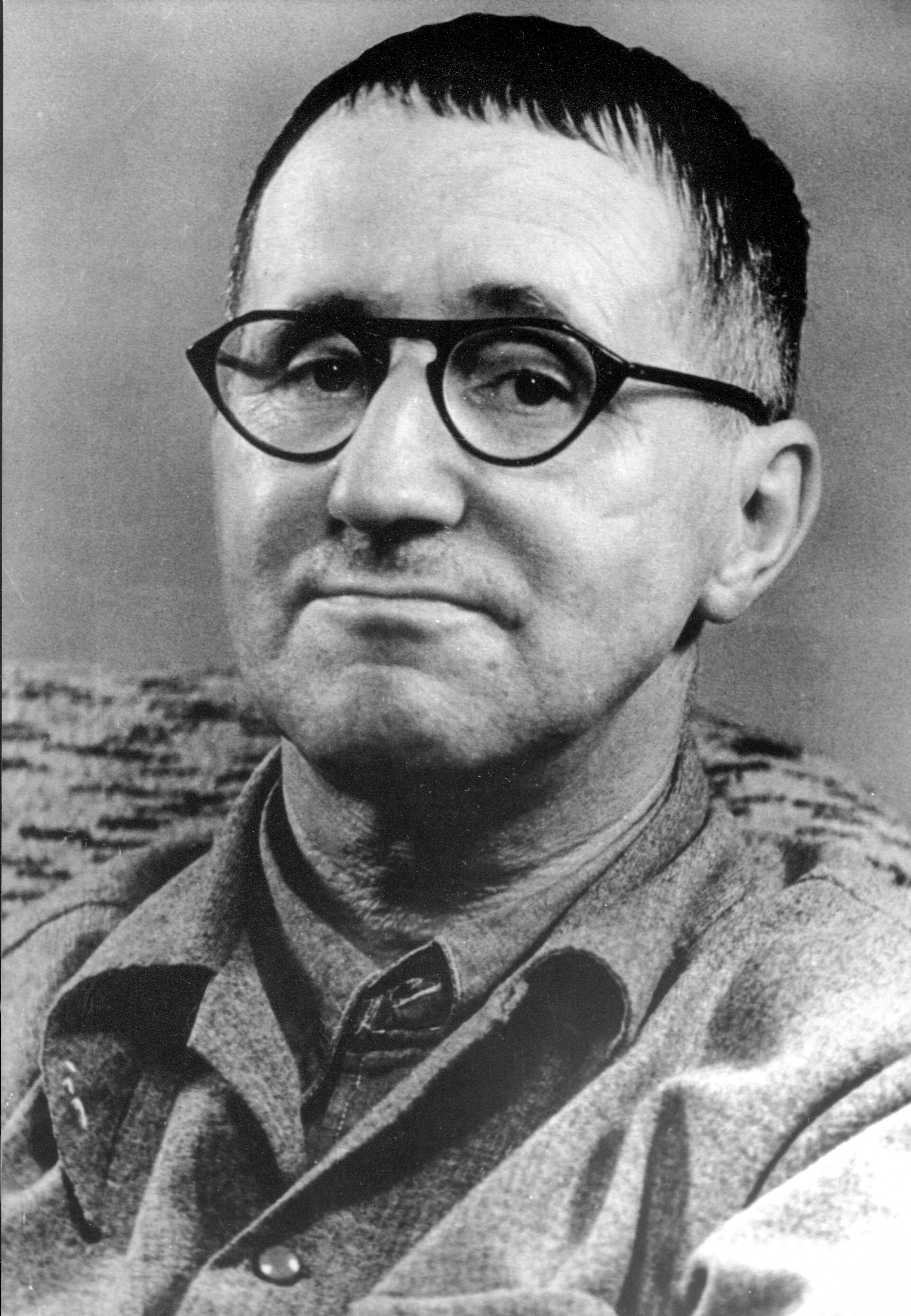
Bertolt Brecht

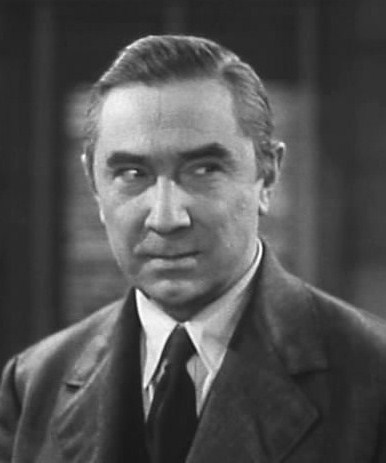
Lugosi Béla

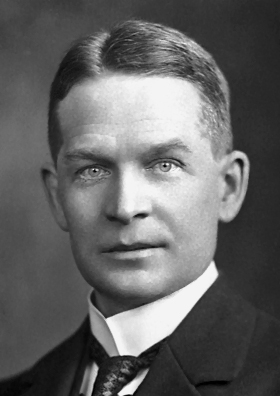
Frederick Soddy

- február 3. – Émile Borel francia matematikus, politikus (* 1871)
- február 13. – Jan Łukasiewicz lengyel matematikus, logikus és filozófus (̈* 1878)
- február 24. – Gerrit Smith Miller amerikai zoológus (* 1869)
- március 12. – Bolesław Bierut lengyel államfő, a Lengyel Egyesült Munkáspárt első titkára (* 1892)
- április 25. – Czapik Gyula egri érsek (* 1887)
- június 21. – Kreybig Lajos agrokémikus, talajtani kutató, az MTA tagja, Magyarország talajismereti térképezésének és a biológiai talajerőpótlás alkalmazásának elindítója (* 1879)
- július 7. – Gottfried Benn író, költő (* 1886)
- július 9. – Erdős Renée író, költő (* 1879)
- július 24. – Zemplén Géza kémikus, az MTA tagja (* 1883)
- augusztus 11. – Jackson Pollock amerikai festőművész (* 1912)
- augusztus 14. – Bertolt Brecht színdarabíró, költő (* 1898)
- augusztus 16. – Lugosi Béla színész (* 1882)
- augusztus 20. – Nagy Emil ügyvéd, igazságügy miniszter. (* 1871)
- augusztus 29. – Szentiványi Lajos magyar ügyvéd, politikus, főispán, országgyűlési képviselő (* 1883)
- szeptember 11. – Giller János ügyvéd, földbirtokos, felvidéki magyar politikus, kultúraszervező, szlovákiai tartománygyűlési és magyarországi országgyűlési képviselő (* 1886)
- szeptember 22. – Frederick Soddy Nobel-díjas angol kémikus (* 1877)
- szeptember 29. – Pattantyús-Ábrahám Géza magyar gépészmérnök, egyetemi tanár, akadémikus professzor, nemzetközileg elismert tudós , Kossuth-díjas, az MTA tagja (* 1885)
- október 6. – Barta Ernő magyar festő és grafikus (* 1878)
- október 7. – Pécsi József fotóművész, fényképészeti szakíró és szaktanár (* 1889)
- október 25. – Risto Ryti finn politikus, köztársasági elnök (* 1889)
- október 26. – Kalamár József magyar munkásmozgalmi politikus, az 1956-os forradalom egyik áldozata a hatalmi oldalról (* 1895)
- október 26. – Kováts Ferenc gazdaságtörténész, közgazdász, az MTA tagja (* 1873)
- november 4. – Herhoff György géplakatos, az 1956-os forradalom békásmegyeri hősi halottja. (* 1931)
- november 6. – Gacs János magyar római katolikus pap, pápai kamarás, cserkész főtiszt, országgyűlési képviselő (* 1897)
- november 7. – Gérecz Attila, magyar költő, sportoló, forradalmár (* 1929)
- november 7. – Jean-Pierre Pedrazzini francia fotóriporter (* 1927)
- november 19. – Falábú Jancsi, aki a Corvin köz közelében zajlott harcok legendás tüzérparancsnoka és ágyúkezelője volt az 1956-os forradalom idején (* 1931)
- november 25. – Alekszandr Petrovics Dovzsenko szovjet (ukrán) filmrendező (* 1894)
- november 28. – Gundel Károly magyar vendéglős, gasztronómiai szakíró (* 1883)
- december 10. – Biksza Miklós magyar kommunista pártfunkcionárius (* 1924)
- december 12. – Geyer Stefi hegedűművésznő (* 1881)
- december 14. – Juho Kusti Paasikivi finn politikus, köztársasági elnök (* 1870)
- december 22. – Nicolae Labiș román költő (* 1935)
- december 22. – Cs. Sebestyén Károly magyar etnográfus, a szegedi múzeumban Móra Ferencnek 20 éven keresztül bizalmas munkatársa, 1934–1936 között a Somogyi Könyvtár és Városi Múzeum megbízott igazgatója, a Műemlékek Országos Bizottságának levelező tagja, a szegedi egyetem tanára (* 1876)

## Nobel-díjasok
- A Nobel-díjat a svéd Alfred Nobel alapította, 1901 óta adják át, melyet a Svéd Királyi Tudományos Akadémia ítél oda a tudomány, az irodalom és humanitárius területen kimagasló eredményt elért magánszemélyeknek, illetve intézményeknek.

| Fizikai            | William Bradford Shockley, John Bardeen, Walter Houser Brattain  |
| Kémiai             | Sir Cyril Norman Hinshelwood, Nyikolaj Nyikolajevics Szemjonov   |
| Orvosi-fiziológiai | André Frédéric Cournand, Werner Forssmann, Dickinson W. Richards |
| Irodalmi           | Juan Ramón Jiménez                                               |
| Béke               | nem adták ki                                                     |

## Európai időjárás
Hideg, esős nyár júniustól augusztusig, csekély, savanykás és késői szőlőtermés.